# Burckella
Burckella es un género con 26 especies de plantas  perteneciente a la familia Sapotaceae. 

## Especies seleccionadas
1. Burckella banikiensis - islas Solomon
2. Burckella erythrophylla - Papua Nueva Guinea
3. Burckella fijiensis - Fiji
4. Burckella hillii - Fiji
5. Burckella macropoda - Papua Nueva Guinea
6. Burckella magusum - Nueva Guinea
7. Burckella obovata - Maluku, Nueva Guinea, islas Solomon, archipiélago Bismarck, Vanuatu
8. Burckella parvifolia - Fiji
9. Burckella polymera - Nueva Guinea
10. Burckella poolei - Maluku, Nueva Guinea
11. Burckella richii - Fiji, Tonga, Samoa
12. Burckella sorei - islas Solomon
13. Burckella thurstonii - Fiji

## Sinónimos
- Cassidispermum, Chelonespermum, Schefferella

- Datos: Q932394
- Especies: Burckella